# Vittorio Parrinello
Vittorio Parrinello (født 8. august 1983) er en italiensk amatørbokser, som konkurrerer i vægtklassen bantamvægt. Parrinello har ingen større internationale resultater, og fik sin olympiske debut da han repræsenterede Italien under Sommer-OL 2008. Her blev han slået ud i ottendedelsfinalen. Han deltog også i VM i 2009 i Milano, Italien hvor han blev slået ud i første runde af Denis Makarov.